# Ivica Jurković
Ivica Jurković (Čapljina, 26 marzo 1973) è un ex cestista sloveno.

## Carriera
Con la Slovenia ha disputato quattro edizioni dei Campionati europei (1997, 1999, 2001, 2003).

## Palmarès
- Coppa di Slovenia: 3

Union Olimpija: 1997, 1998, 1999
- Coppa di Turchia: 1

Türk Telekom: 2007-08